# Podocotyle reflexa
Podocotyle reflexa är en plattmaskart. Podocotyle reflexa ingår i släktet Podocotyle och familjen Opecoelidae. Inga underarter finns listade i Catalogue of Life.